# James F. Byrnes
James Francis Byrnes (Charleston, 2 de maio de 1882 – Colúmbia, 9 de abril de 1972) foi um político estadunidense do estado da Carolina do Sul. Durante sua carreira de mais de quarenta anos, Byrnes serviu como membro da Câmara dos Representantes entre 1911 e 1925, senador de 1931 a 1941, juíz da Suprema Corte de 1941 a 1942, Secretário de Estado entre 1945 e 1947 e governador da Carolina do Sul de 1951 a 1955. Ele é um dos poucos políticos a servir nos três ramos do governo federal. Byrnes era um amigo próximo do presidente Franklin D. Roosevelt e foi um dos homens mais poderosos dos Estados Unidos, tanto internamente quanto internacionalmente, na década de 1940.